# 805-й штурмовой авиационный полк
805-й штурмовой авиационный Берлинский ордена Суворова полк — авиационная воинская часть ВВС РККА штурмовой авиации в Великой Отечественной войне.

## Наименования полка
- 138-й скоростной бомбардировочный авиационный полк[1];
- 138-й ближнебомбардировочный авиационный полк;
- 805-й штурмовой авиационный полк[1][2];
- 805-й штурмовой авиационный ордена Суворова полк[3];
- 805-й штурмовой авиационный Берлинский ордена Суворова полк[4].

## История и боевой путь полка
Полк сформирован в Астрахани 13 марта 1942 года на базе 138-го скоростного бомбардировочного авиационного полка на основании шифротелеграммы заместителя народного комиссара обороны № 22/70ш от 13.03.1942 года по штату 015/176. Состав полка утвержден приказом Сталинградского военного округа № 00440 от 26.03.1942 г.
С 24 июня полк в составе 230-й штурмовой авиадивизии 4-й воздушной армии принимал участие в боевых действиях на Южном фронте, базируясь на аэродромах Погорелово (Погорелово), Шахты и Южные Родники. Вступление полка в боевые действия совпало с летним наступлением 1942 года фашистских войск на Северном Кавказе с целью захвата нефтяных источников в Грозном и Баку.
В условиях отхода советских войск полк наносил удары по наступающим войскам противника в районах Ростова-на-Дону, Криворожья, Белой Калитвы, Ворошиловска, Николаевской и Бешпагира, уничтожая войска и живую силу противника, мосты и переправы через р. Дон. За этот период боевых действий полк выполнил 94 боевых вылетов, уничтожил и повредил 21 танк, 87 автомашин, 2 переправы, сбит 1 самолёт в воздухе и уничтожено 1180 солдат и офицеров противника. Понеся значительные потери полк выведен 25 июля на доукомплектование в тыл.
С 21 сентября полк вновь в составе дивизии. Пополнившись личным составом и техникой, полк с 23 сентября вновь в боевых действиях на Закавказском фронте. Базируясь рядом с Грозным полк действовал по скоплениям войск и техники противника в районах Моздок, Ищёрская, Ачикулак, принимала активное участие в разгроме Аргун-Гизилевской группировки противника, угрожавшей городам Владикавказ и Грозный. За период боевых действий с 23 сентября по 5 декабря 1942 года полк выполнил 324 боевых вылетов, уничтожил и повредил 93 танка, 180 автомашин, 17 орудий и уничтожено до 2000 солдат и офицеров противника. Понеся значительные потери полк выведен 5 декабря на доукомплектование в тыл. 25 декабря полк перешел на новый штат 015/282 и в свой состав полк принял одну эскадрилью 214-го штурмового авиаполка.
Со 2 апреля 1943 года полк в составе дивизии. Перебазировавшись на аэродром Нововеличковская, полк приступил к боевой работе на Северо-Кавказском фронте. Шла Битва за Кавказ, за освобождение Таманского полуострова. Особо отличился полк под Новороссийском, участвуя в поддержке высадившегося морского десанта в результате десантной операции 18-й десантной армии Черноморской группы войск и Черноморского флота. За период боевых действий со 2 апреля по 21 июля 1943 года полк выполнил 767 боевых вылетов, уничтожил и повредил 21 танк, 134 автомашины, 60 орудий и 7 самолётов в воздухе, и уничтожено 1250 солдат и офицеров противника.
С 27 декабря 1943 года полк выбыл из состава 230-й штурмовой авиадивизии приказом командующего 4-й воздушной армии и вошел в состав Резерва Ставки ВГК. За период боевой работы в составе дивизии полк выполнил 1665 боевых вылетов. С января 1944 года полк в составе вновь формирующейся 197-й штурмовой авиадивизии 6-го штурмового авиакорпуса Резерва Ставки ВГК.
В составе 197-й штурмовой авиадивизии 6-го штурмового авиакорпуса полк участвовал в Белорусской, Минской и Люблин-Брестской операциях. С января 1945 года в Варшавско-Познанской и Висло-Одерской операциях. С февраля 1945 года в Восточно-Померанской, а с 16 апреля 1945 года — в Берлинской наступательной операциях.
В составе действующей армии полк находился с 25 июня 1942 года по 25 января 1943 года, со 2 апреля 1943 года по 8 сентября 1944 года и с 25 ноября 1944 года по 9 мая 1945 года.
После войны полк в составе 197-й штурмовой авиадивизии базировался в составе 6-го штурмового Люблинского Краснознаменного авиакорпуса 16-й воздушной армии со 2 июня 1945 года в составе Группы советских оккупационных войск в Германии на аэродроме Бухгольц. В феврале 1946 года дивизия перебазирована в состав 11-й воздушной армии Тбилисского военного округа на аэродромы Армении. Полк перебазирован в посёлок Аржис Армянской ССР. После перебазирования был перевооружен на новые самолёты Ил-10. 28 июня 1946 года дивизия вместе с полками расформирована в составе 11-й воздушной армии Тбилисского военного округа.

## Командиры полка
- майор, подполковник Козин Михаил Николаевич[1], погиб, 13.03.1942 — 18.07.1944
- майор	Карев Петр Тимофеевич (врио), 18.07.1944
- майор Котик
- подполковник Косников Николай Маркович, 11.1944 — 1946
- подполковник Шебеков Игорь Кириллович (зам кома-ра, врид), 1945
- майор Кузнецов Григорий Васильевич (врид)[7], 1946

## В составе объединений
| Дата          | Фронт (округ)                                   | Армия                | Корпус                           | Дивизия                             | Примечания |
| ------------- | ----------------------------------------------- | -------------------- | -------------------------------- | ----------------------------------- | ---------- |
| 13.03.1942 г. | Сталинградский военный округ                    | ВВС округа           |                                  |                                     |            |
| 22.06.1942 г. | Южный фронт                                     | 4-я воздушная армия  |                                  | 230-я штурмовая авиационная дивизия |            |
| 28.07.1942 г. | Северо-Кавказский фронт                         | 4-я воздушная армия  |                                  |                                     |            |
| 10.08.1942 г. | Закавказский фронт Северная группа войск        | 4-я воздушная армия  |                                  |                                     |            |
| 19.09.1942 г. | Закавказский фронт Северная группа войск        | 4-я воздушная армия  | -                                | 230-я штурмовая авиационная дивизия |            |
| 24.01.1943 г. | Северо-Кавказский фронт                         | 4-я воздушная армия  | -                                | 230-я штурмовая авиационная дивизия |            |
| 24.01.1943 г. | Отдельная Приморская армия                      | 4-я воздушная армия  | -                                | 230-я штурмовая авиационная дивизия |            |
| 27.12.1943 г. | Резерв Ставки ВГК                               |                      |                                  |                                     |            |
| 01.01.1944 г. | Резерв Ставки ВГК                               | -                    | 6-й штурмовой авиационный корпус | 197-я штурмовая авиационная дивизия |            |
| 01.02.1944 г. | 2-й Украинский фронт                            | 5-я воздушная армия  | 6-й штурмовой авиационный корпус | 197-я штурмовая авиационная дивизия |            |
| 25.03.1944 г. | Резерв Ставки ВГК                               | -                    | 6-й штурмовой авиационный корпус | 197-я штурмовая авиационная дивизия |            |
| 01.04.1944 г. | Харьковский военный округ                       | ВВС округа           | 6-й штурмовой авиационный корпус | 197-я штурмовая авиационная дивизия |            |
| 07.07.1944 г. | 1-й Белорусский фронт                           | 6-я воздушная армия  | 6-й штурмовой авиационный корпус | 197-я штурмовая авиационная дивизия |            |
| 01.08.1944 г. | 1-й Белорусский фронт                           | 16-я воздушная армия | 6-й штурмовой авиационный корпус | 197-я штурмовая авиационная дивизия |            |
| 08.09.1944 г. | Резерв Ставки ВГК                               | -                    | 6-й штурмовой авиационный корпус | 197-я штурмовая авиационная дивизия |            |
| 25.11.1944 г. | 1-й Белорусский фронт                           | 16-я воздушная армия | 6-й штурмовой авиационный корпус | 197-я штурмовая авиационная дивизия |            |
| 09.05.1945 г. | 1-й Белорусский фронт                           | 16-я воздушная армия | 6-й штурмовой авиационный корпус | 197-я штурмовая авиационная дивизия |            |
| 10.06.1945 г. | Группа советских оккупационных войск в Германии | 16-я воздушная армия | 6-й штурмовой авиационный корпус | 197-я штурмовая авиационная дивизия |            |
| 01.02.1946 г. | Тбилисский военный округ                        | 11-я воздушная армия | -                                | 197-я штурмовая авиационная дивизия |            |

## Участие в операциях и битвах

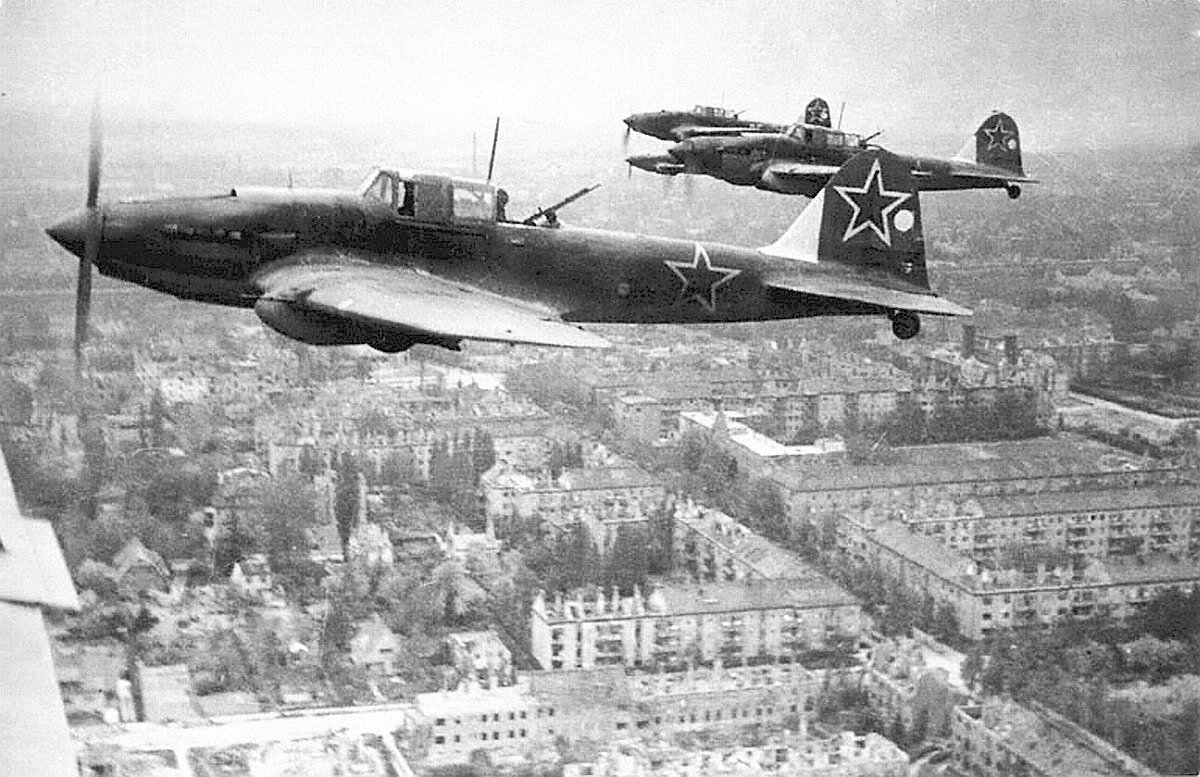
Звено Ил-2м над Берлином в мае 1945 года.

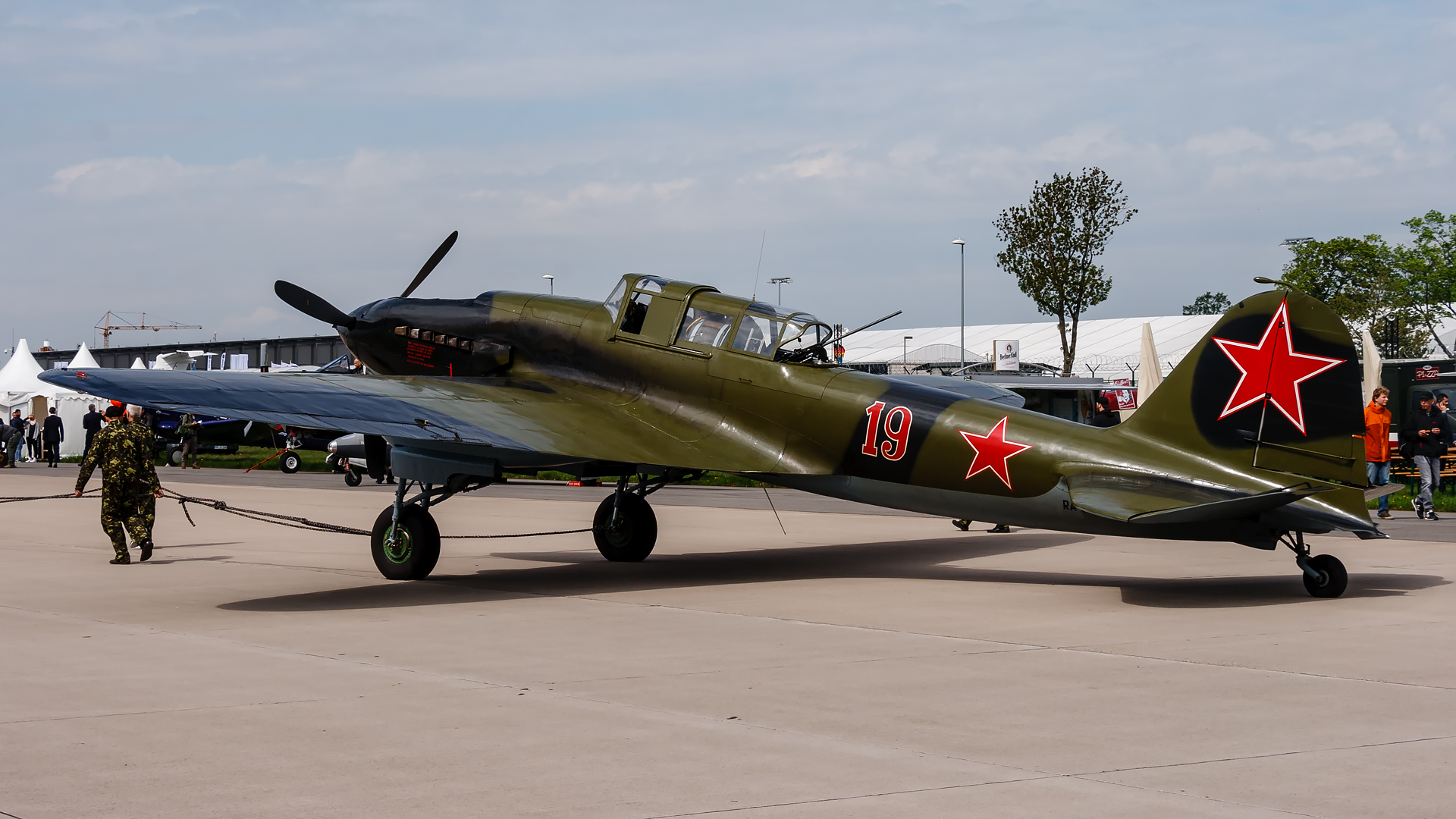
Конструкторы называли разработанный ими штурмовик Ил-2 «летающим танком», пилоты-истребители люфтваффе прозвали его «бетонным самолётом» (нем. Betonflugzeug), солдаты вермахта называли его «чумой» (нем. Schwarzer Tod, дословно: «чёрная смерть»).

- Воронежско-Ворошиловградская операция — с 28 июня 1942 года по 24 июля 1942 года.
- Донбасская операция — с 7 июля 1942 года по 24 июля 1942 года.
- Битва за Кавказ — с 25 июля 1942 года по 9 октября 1943 года:
  - Северо-Кавказская операция — с 25 июля 1942 года по 4 февраля 1943 года.
  - Армавиро-Майкопская операция — с 6 августа 1942 года по 17 августа 1942 года.
  - Моздок-Малгобекская оборонительная операция — с 1 сентября 1942 года по 28 сентября 1942 года.
  - Нальчинско-Орджоникидзевская операция — с 25 октября 1942 года по 12 ноября 1942 года.
  - Ростовская операция — с 1 января 1943 года по 18 февраля 1943 года.
  - Краснодарская операция — с 9 февраля 1943 года по 16 марта 1943 года.
  - Новороссийская десантная операция — с 9 сентября 1943 года по 16 сентября 1943 года.
  - Таманская наступательная операция — с 10 сентября 1943 года по 9 октября 1943 года.
- Воздушные сражения на Кубани — с апреля 1943 года по июль 1943 года
- Белорусская операция (1944) с 7 июля 1944 года по 29 августа 1944 года.
  - Минская операция[8] с 29 июня 1944 года по 4 июля 1944 года
  - Люблин-Брестская операция[8] с 18 июля 1944 года по 2 августа 1944 года.
- Висло-Одерская операция с 12 января 1945 года по 3 февраля 1945 года.
- Варшавско-Познанская операция[8] с 14 января 1945 года по 3 февраля 1945 года.
- Восточно-Померанская операция[8] с 10 февраля 1945 года по 20 марта 1945 года.
- Берлинская операция[8] с 16 апреля 1945 года по 8 мая 1945 года.

## Почётные наименования
805-му штурмовому авиационному полку за отличие в боях при разгроме берлинской группы немецких войск овладением столицы Германии городом Берлин — центром немецкого империализма и очагом немецкой агрессии Приказом НКО СССР № 111 от 11 июня 1945 года на основании Приказа ВГК № 359 от 2 мая 1945 года присвоено почётное наименование «Берлинский».

## Награды
805-й штурмовой авиационный полк за образцовое выполнение заданий командования в боях с немецкими захватчиками за овладение городом Варшава и проявленные при этом доблесть и мужество Указом Президиума Верховного Совета СССР от 19 февраля 1945 года награждён орденом «Суворова III степени».

## Благодарности Верховного Главнокомандующего
Воинам полка в составе 230-й штурмовой авиадивизии Верховным Главнокомандующим объявлена благодарность за отличие в боях при завершении разгроме таманской группировки противника, ликвидации оперативно важного плацдарма немцев на Кубани, обеспечивавшего им оборону Крыма и возможность наступательных действий в сторону Кавказа, за отличие в боях за освобождение Таманского полуострова.
Воинам полка в составе 197-й штурмовой авиадивизии Верховным Главнокомандующим объявлены благодарности:
- За отличие в боях при овладении городом и крепостью Демблин (Ивангород) — крупным железнодорожным узлом и мощным опорным пунктом обороны немцев на реке Висла[10].
- За отличие в боях при овладении городом Варшава — важнейшим стратегическим узлом обороны немцев на реке Висла[11].
- За отличие в боях при овладении городами и крупными узлами коммуникаций Сохачев, Скерневице и Лович — важными опорными пунктами обороны немцев[12].
- За отличие в боях при овладении городами Бервальде, Темпельбург, Фалькенбург, Драмбург, Вангерин, Лабес, Фрайенвальде, Шифельбайн, Регенвальде и Керлин — важными узлами коммуникаций и сильными опорными пунктами обороны немцев в Померании[13].
- За отличие в боях при овладении городами Штаргард, Наугард, Польцин — важными узлами коммуникаций и мощными опорными пунктами обороны немцев на штеттинском направлении[14].

## Отличившиеся воины
- Ефременко Иван Сергеевич, младший лейтенант, воздушный стрелок 805-го штурмового авиационного полка 230-й штурмовой авиационной дивизии 4-й воздушной армии Указом Президиума Верховного Совета СССР от 24 мая 1943 года удостоен звания Герой Советского Союза. Золотая Звезда не вручена в связи с гибелью.
- Мкртумов Самсон Мовсесович, капитан, заместитель по политической части командира эскадрильи 805-го штурмового авиационного полка 230-й штурмовой авиационной дивизии 4-й воздушной армии Указом Президиума Верховного Совета СССР от 13 декабря 1942 года удостоен звания Герой Советского Союза. Золотая Звезда № 971.
- Рыхлин Николай Владиславович, старший лейтенант, командир звена 805-го штурмового авиационного полка 230-й штурмовой авиационной дивизии 4-й воздушной армии за мужество и героизм, проявленные в боях с немецко-фашистскими захватчиками Указом Президиума Верховного Совета СССР от 24 мая 1943 года присвоено звание Героя Советского Союза с вручением ордена Ленина и медали «Золотая Звезда» (№ 1744). Указом Президиума Верховного Совета СССР от 9 августа 1977 года лишён звания Героя Советского Союза и всех наград.
- Сухоруков Иван Александрович, старший лейтенант, штурман 805-го штурмового авиационного полка 197-й штурмовой авиационной дивизии 16-й воздушной армии Указом Президиума Верховного Совета СССР 15 мая 1946 года удостоен звания Герой Советского Союза. Золотая Звезда № 9025.
- Тимофеева (Егорова) Анна Александровна, старший лейтенант, штурман 805-го штурмового авиационного полка 197-й штурмовой авиационной дивизии 16-й воздушной армии Указом Президиума Верховного Совета СССР 6 мая 1965 года удостоена звания Герой Советского Союза. Золотая Звезда № 10679.

## Базирование
| Период            | Место базирования    |
| ----------------- | -------------------- |
| 05.1945 — 01.1946 | Буххольц, Германия   |
| 01.1946 — 06.1946 | Аржис, Армянская ССР |

## Интересные факты
- Командир экипажа старший лейтенант Егорова Анна Александровна и воздушный стрелок Назаркина Евдокия Алексеевна составили первый в истории штурмовой авиации женский экипаж. Этот экипаж воевал в составе 805-го штурмового полка. 22 августа 1944 года в воздушном бою над Студзянками экипаж сбит, Егорова Анна Александровна получила тяжёлое ранение, была обожжена и без сознания попала в плен. Тимофеева прошла несколько концлагерей. В январе 1945 года была освобождена танкистами 5-й ударной армии из Кюстринского концлагеря «Заксенхаузен», где содержалась в отдельном, постоянно охраняемом карцере. После освобождения из лагеря в течение 10 дней проходила проверку на допросах в отделении контрразведки «Смерш» 32-го стрелкового корпуса 5-й ударной армии. После медкомиссии, не допустившей её к лётной работе, вернулась в Москву на Метрострой. Вышла замуж за Вячеслава Арсеньевича Тимофеева, бывшего командира 197-й штурмовой авиационной дивизии. Представление к высокому званию в годы войны «затерялось» и лишь благодаря стараниям однополчан Указом Президиума Верховного Совета СССР от 6 мая 1965 года Тимофеевой (Егоровой) Анне Александровне присвоено звание Героя Советского Союза с вручением ордена Ленина и медали «Золотая Звезда». Воздушный стрелок Евдокия Алексеевна Назаркина погибла и была представлена к званию Героя Советского Союза посмертно. Однако звания не удостоена.